# Феррейра Силва, Аилтон
Аилтон Феррейра Силва (порт. Ailton Ferreira Silva; род. 16 мая 1995, Лауру-ди-Фрейтас, Бразилия), или просто Аилтон — бразильский футболист, защитник.

## Биография
Аилтон является воспитанником именитого бразильского клуба «Флуминенсе». Его дебют в первой команде состоялся 12 октября 2013 года в матче Серии А против клуба «Гремио». Всего за свой родной клуб игрок провёл две встречи в рамках национального первенства. В сезоне 2015/16 Аилтон был арендован азербайджанским «Нефтчи». Там игрок был ключевой фигурой на левом фланге обороны и принял участие в тридцати двух матчах чемпионата, отличившись в них тремя голами. На сезон 2016/17 Аилтон снова был отправлен в аренду, но на этот раз в Португалию, в клуб «Эшторил-Прая». Начало сезона он провёл в качестве резервиста, однако после череды неудачных игр основного левого защитника команды Ману получил шанс проявить себя. В итоге в этом сезоне Аилтон принял участие в восемнадцати играх португальского чемпионата.